# Gouvernement Likphai II
Thaïlande
52e cabinet
(Chawalit Yongchaiyut) 54e cabinet
(Thaksin Shinawatra I)
Le second gouvernement de Chuan Likphai (thaï : คณะรัฐมนตรีชวน หลีกภัย 2 ; RTGS : Khana Ratthamontri Chuan Likphai 2) est le 53e gouvernement de Thaïlande entre le 14 novembre 1997 et le 17 novembre 2001 et sous la 20e législature de la Chambre des représentants.
Le gouvernement succède au gouvernement de Chawalit Yongchaiyut, qui a alors démissionné le 6 novembre 1997 en pleine crise économique asiatique. Le 9 novembre 1997, Chuan Likphai est élu Premier ministre par la Chambre des représentants puis est officiellement investi par le roi Rama IX par décret royal le même jour. 
En bénéficiant d'un gouvernement de coalition, comme lors de son premier gouvernement en 1992, il parvient à avoir une nette majorité à la Chambre soutenant le gouvernement. Celui-ci est nommé et investi le 14 novembre 1997.

## Composition initiale
| Fonction                                                            | Titulaire             | Parti     | Parti     |
| Ministres                                                           | Ministres             | Ministres | Ministres |
| ------------------------------------------------------------------- | --------------------- | --------- | --------- |
| Premier ministre Ministre de la Défense                             | Chuan Likphai         |           | DEM       |
| Vice-Premier ministre Ministre du Commerce                          | Supachai Panitchpakdi |           | DEM       |
| Vice-Premier ministre                                               | Phichai Rattakul      |           | DEM       |
| Vice-Premier ministre                                               | Panja Kesornthong     |           | PNT       |
| Vice-Premier ministre                                               | Suwit Khunkitti       |           | PAS       |
| Ministre auprès du Cabinet du Premier ministre                      | Supattra Massadit     |           | DEM       |
| Ministre auprès du Cabinet du Premier ministre                      | Sawit Phothiwihok     |           | DEM       |
| Ministre auprès du Cabinet du Premier ministre                      | Jurin Laksanawisit    |           | DEM       |
| Ministre auprès du Cabinet du Premier ministre                      | Aphisit Wetchachiwa   |           | DEM       |
| Ministre auprès du Cabinet du Premier ministre                      | Somboon Rahong        |           | PCT       |
| Ministre auprès du Cabinet du Premier ministre                      | Chaiyot Sasomsap      |           | PS        |
| Ministre des Finances                                               | Tharin Nimmanhemin    |           | DEM       |
| Ministre des Affaires étrangères                                    | Surin Phitsuwan       |           | DEM       |
| Ministre de l'Agriculture et des Coopératives                       | Pongphol Adireksarn   |           | PNT       |
| Ministre des Transports                                             | Suthep Theuksuban     |           | DEM       |
| Ministre de l'Intérieur                                             | Sanan Kajornprasart   |           | DEM       |
| Ministre de la Justice                                              | Suthat Ngernmeun      |           | DEM       |
| Ministre du Travail et du Bien-être social                          | Trairong Suwankiri    |           | DEM       |
| Ministre des Sciences, de la Technologie et de l'Environnement      | Yingphan Manasikarn   |           | PCT       |
| Ministre de l'Éducation                                             | Chumphon Sinlapa-acha |           | PNT       |
| Ministre de la Santé publique                                       | Rakkiat Suktthana     |           | PAS       |
| Ministre de l'Industrie                                             | Somsak Thepsuthin     |           | PAS       |
| Ministre des Affaires universitaires                                | Decha Sukharom        |           | PNT       |
| Vice-ministres                                                      |                       |           |           |
| Vice-ministre de la Défense                                         | Wattanachai Wutsiri   |           | DEM       |
| Vice-ministre des Finances                                          | Phachet Phanwichatkul |           | DEM       |
| Vice-ministre des Finances                                          | Phisit Leeartham      |           | DEM       |
| Vice-ministre des Affaires étrangères                               | Sukhumbhand Paribatra |           | DEM       |
| Vice-ministre de l'Agriculture et des Coopératives                  | Wiratch Rattanaset    |           | PNT       |
| Vice-ministre de l'Agriculture et des Coopératives                  | Somchai Sunthornwat   |           | DEM       |
| Vice-ministre de l'Agriculture et des Coopératives                  | Newin Chidchob        |           | PS        |
| Vice-ministre des Transports                                        | Pradit Pattaraprasit  |           | DEM       |
| Vice-ministre des Transports                                        | Sonthaya Khunpluem    |           | PNT       |
| Vice-ministre des Transports                                        | Phadermchai Sasomsap  |           | PS        |
| Vice-ministre du Commerce                                           | Paitoon Kaewthong     |           | DEM       |
| Vice-ministre du Commerce                                           | Photopong Lamsam      |           | DEM       |
| Vice-ministre de l'Intérieur                                        | Chamni Sakdiseth      |           | DEM       |
| Vice-ministre de l'Intérieur                                        | Wattana Atsawahem     |           | PCT       |
| Vice-ministre de l'Intérieur                                        | Praphat Phosuthon     |           | PNT       |
| Vice-ministre de l'Intérieur                                        | Phinit Jarusombat     |           | PLD       |
| Vice-ministre du Travail et du Bien-être social                     | Jongchai Thiengtham   |           | PNT       |
| Vice-ministre du Travail et du Bien-être social                     | Prakorb Sangto        |           | PCT       |
| Vice-ministre des Sciences, de la Technologie et de l'Environnement | Pornthep Techapaiboon |           | DEM       |
| Vice-ministre de l'Éducation                                        | Somsak Prissanantakul |           | PNT       |
| Vice-ministre de l'Éducation                                        | Arkhom Engchuan       |           | DEM       |
| Vice-ministre de la Santé publique                                  | Teerawat Siriwansan   |           | PAS       |
| Vice-ministre de la Santé publique                                  | Kumron na Lamphun     |           | DEM       |
| Vice-ministre de l'Industrie                                        | Pholkrit Hongthong    |           | PAS       |
| Vice-ministre de l'Industrie                                        | Anurak Jureemas       |           | PNT       |

## Évolution de la composition du gouvernement

### Remaniement du 5 octobre 1998
Démission :
- Rakkiat Suktthana, ministre de la Santé publique (15 septembre 1998[4]) ;
- Teerawat Siriwansan, vice-ministre de la Santé publique (21 septembre 1998[5]) ;
- Chumphon Sinlapa-acha, ministre de l'Éducation (1er octobre 1998[6]) ;
- Wiratch Rattanaset, vice-ministre de l'Agriculture et des Coopératives (1er octobre 1998) ;
- Chaiyot Sasomsap, ministre auprès du Cabinet du Premier ministre (4 octobre 1998[6]) ;
- Photopong Lamsam, vice-ministre du Commerce (4 octobre 1998) ;
- Trairong Suwankiri, ministre du Travail et du Bien-être social (4 octobre 1998) ;
- Prakorb Sangto, vice-ministre du Travail et du Bien-être social (4 octobre 1998) ;
- Yingphan Manasikarn, ministre des Sciences, de la Technologie et de l'Environnement (4 octobre 1998) ;
- Somsak Thepsuthin, ministre de l'Industrie (4 octobre 1998) ;
- Pholkrit Hongthong, vice-ministre de l'Industrie (4 octobre 1998).

Changement de portefeuille :
- Anurak Jureemas, vice-ministre de l'Industrie, est nommé vice-ministre de l'Agriculture et des Coopératives ;
- Decha Sukharom, ministre des Affaires universitaires, est nommé vice-ministre de la Santé publique.

Ajout de portefeuille supplémentaire :
- Sanan Kajornprasart, ministre de l'Intérieur, se voit ajouter le portefeuille supplémentaire de vice-Premier ministre ;
- Suwit Khunkitti, vice-Premier ministre, se voit rajouter le portefeuille supplémentaire de ministre des Sciences, de la Technologie et de l'Environnement ;
- Panja Kesornthong, vice-Premier ministre, se voit rajouter le portefeuille supplémentaire de ministre de l'Éducation.

Entrée au gouvernement :
- Korn Dabbaransi, nommé vice-Premier ministre et ministre de la Santé publique ;
- Pitak Intharawithayanan, nommé ministre auprès du Cabinet du Premier ministre ;
- Choksaman Leelawong, nommé vice-ministre des Transports ;
- Prawitch Rattanapien, nommé vice-ministre du Commerce ;
- Sompong Amornwiwat, nommé ministre du Travail et du Bien-être social ;
- Paweena Hongsakul, nommée vice-ministre du Travail et du Bien-être social ;
- Rawee Heeranchote, nommé vice-ministre des Sciences, de la Technologie et de l'Environnement ;
- Phairot Lohsunthorn, nommé vice-ministre de l'Éducation ;
- Suwat Liptapanlop, nommé ministre de l'Industrie ;
- Preecha Laohapongchana, nommé vice-ministre de l'Industrie ;
- Suriya Juangroongruangkit, nommé vice-ministre de l'Industrie ;
- Prachuap Chaisarn, nommé ministre des Affaires universitaires.

### Remaniement du 9 juillet 1999
Démission :
- Somchai Sunthornwat, vice-ministre de l'Agriculture et des Coopératives (1er janvier 1999[8]) ;
- Choksaman Leelawong, vice-ministre des Transports (24 juin 1999[9]) ;
- Panja Kesornthong, portefeuille de ministre de l'Éducation seulement (26 juin 1999[9]) ;
- Suwit Khunkitti, vice-Premier ministre et ministre des Sciences, de la Technologie et de l'Environnement (29 juin 1999[9]) ;
- Rawee Heeranchote, vice-ministre des Sciences, de la Technologie et de l'Environnement (29 juin 1999) ;
- Suriya Juangroongruangkit, vice-ministre de l'Industrie (29 juin 1999) ;
- Phadermchai Sasomsap, vice-ministre des Transports (5 juillet 1999[10]) ;
- Pitak Intharawithayanan, ministre auprès du Cabinet du Premier ministre (9 juillet 1999[10]) ;
- Prawitch Rattanapien, vice-ministre du Commerce (9 juillet 1999) ;
- Sompong Amornwiwat, ministre du Travail et du Bien-être social (9 juillet 1999) ;
- Preecha Laohapongchana, vice-ministre de l'Industrie (9 juillet 1999) ;
- Somsak Prissanantakul, vice-ministre de l'Éducation (9 juillet 1999) ;
- Decha Sukharom, vice-ministre de la Santé publique (9 juillet 1999).

Changement de portefeuille :
- Paweena Hongsakul, vice-ministre du Travail et du Bien-être social, nommée ministre auprès du Cabinet du Premier ministre ;
- Arkhom Engchuan, vice-ministre de l'Éducation, nommé vice-ministre de l'Agriculture et des Coopératives ;

Renomination :
- Trairong Suwankiri (ancien ministre du Travail et du Bien-être social démissionné le 4 octobre 1998) est nommé vice-Premier ministre.

Entrée au gouvernement :
- Phinyo Nirot, nommé ministre auprès du Cabinet du Premier ministre ;
- Itthi Sirilatthayakon, nommé vice-ministre des Transports ;
- Chaiya Sasomsap, nommé vice-ministre des Transports ;
- Kornpot Aswinwichit, nommé vice-ministre des Transports ;
- Wuth Sukosol, nommé vice-ministre du Travail et du Bien-être social ;
- Anusorn Wongwan, nommé vice-ministre du Travail et du Bien-être social ;
- Athit Urairat, nommé ministre des Sciences, de la Technologie et de l'Environnement ;
- Kanchana Sinlapa-acha, nommée vice-ministre de l'Éducation ;
- Wichai Tansiri, nommé vice-ministre de l'Éducation ;
- Wuthichai Songwonwongchai, vice-ministre de l'Industrie.

### Remaniement du 11 avril 2000
Démission :
- Sanan Kajornprasart, vice-Premier ministre et ministre de l'Intérieur (29 mars 2000[11]) ;
- Panja Kesornthong, vice-Premier ministre (9 avril 2000[12]) ;
- Pongpol Adireksarn, ministre de l'Agriculture et des Coopératives (11 avril 2000[13]).

Changement de portefeuille :
- Sonthaya Khunpluem, vice-ministre des Transports, nommé vice-ministre de l'Intérieur ;
- Praphat Phosuthon, vice-ministre de l'Intérieur, nommé ministre de l'Agriculture et des Coopératives ;
- Jongchai Thiengtham, vice-ministre du Travail et du Bien-être social, nommé vice-ministre des Transports.

Entrée au gouvernement :
- Banyat Bantadtan, nommé vice-Premier ministre et ministre de l'Intérieur ;
- Wiroj Pao-int, nommé vice-Premier ministre ;
- Prayut Siripanit, nommé vice-ministre du Travail et du Bien-être social.

### Ajustement du 14 juin 2000
Démission :
- Paweena Hongsakul, ministre auprès du Cabinet du Premier ministre (6 juin 2000[14]) ;
- Wuth Sukosol, vice-ministre du Travail et du Bien-être social (13 juin 2000[15]).

Entrée au gouvernement :
- Adisai Photharamik, nommé ministre auprès du Cabinet du Premier ministre ;
- Pracha Phromnok, nommé ministre du Travail et du Bien-être social.

### Remaniement du 8 septembre 2000
Démission :
- Phichai Rattakul, vice-Premier ministre (30 juin 2000[17]) ;
- Prachuap Chaisarn, ministre des Affaires étrangères (8 septembre 2000[18]).

Ajout d'un portefeuille supplémentaire :
- Suthat Ngernmeun, ministre de la Justice, se voit rajouter le portefeuille supplémentaire de vice-Premier ministre.

Entrée au gouvernement :
- Rak Tantisunthorn, nommé vice-ministre du Commerce ;
- Suchon Champoont, nommé ministre des Affaires universitaires.

### Démissions de septembre 2000 et de février 2001
- Phinyo Nirot, ministre auprès du Cabinet du Premier ministre (25 septembre 2000[19]) ;
- Phairot Lohsunthorn, vice-ministre de l'Éducation (15 novembre 2000[20]) ;
- Suchon Champoont, ministre des Affaires universitaires (17 novembre 2000[20]) ;
- Adisai Photharamik, ministre auprès du Cabinet du Premier ministre (21 novembre 2000[20]) ;
- Somsak Prissanantakul, ministre de l'Éducation (5 février 2001[21]).

## Fin du gouvernement
La fin du second gouvernement de Chuan Likphai est actée par l'annonce de la dissolution de la Chambre des représentants le 9 novembre 2000, qui est officialisée par le roi. Dans ce décret royal est aussi annoncée les nouvelles élections législatives pour le 6 janvier 2001. Le Premier ministre ainsi que son gouvernement reste alors en fonction jusqu'à la nomination du nouveau gouvernement.